# Jacqueline Wolper
Jacqueline Wolper Massawe (nacida el 6 de diciembre de 1987) es una actriz y estilista de Tanzania.

## Biografía
Wolper nació y se crio en Moshi, Tanzania. Asistió a la escuela primaria Mawenzi antes de trasladarse a Magrath, Ekenywa y Masai para la secundaria. Entró en la industria cinematográfica de Tanzania en 2007 y desde entonces ha participado en películas populares como Tom Boy - Jike Dume, Crazy Desire, Mahaba Niue, I am Not Your Brother, Chaguo Langu, Dereva Taxi, Shoga Yangu, Red Valentine y Family Tears. Su actuación en Red Valentine y Family Tears recibieron reconocimiento en Kenia y la convirtieron en una de las actrices más populares de Tanzania. Además de actuar, es la fundadora de houseofstylish_tz, una tienda de ropa ubicada en Dar es Salaam. En 2018, fue seleccionada como jurado en el concurso de belleza Miss Tanzania, pero fue eliminada antes del mismo.

## Vida personal
Wolper comenzó a salir con el popular músico Harmonize en mayo de 2016. Sin embargo, la pareja se separó en febrero de 2017. También tuvo una relación con su socio musical, Diamond Platnumz. A pesar de tener interés en la cultura de Kenia, declaró que no quería tener una relación con un keniano.
En 2018, anunció que se había convertido en una cristiana renacida. Wolper es conocida por sus controvertidas declaraciones a los medios de comunicación de Tanzania.